# Mozzagrogna
Mozzagrogna község (comune) Olaszország Abruzzo régiójában, Chieti megyében.

## Fekvése
A megye északi részén fekszik. Határai: Fossacesia, Lanciano, Paglieta és Santa Maria Imbaro.

## Története
A 16. században alapították albán menekültek, akiket a törökök űztek ki hazájukból. A következő századokban nemesi birtok volt. Önállóságát a 19. század elején nyerte el, amikor a Nápolyi Királyságban felszámolták a feudalizmust.

## Népessége
A népesség számának alakulása:

## Főbb látnivalói
- Castello di Sette
- Villa Marcantonio Colonna